# Hypothyris cornelie
Hypothyris cornelie är en fjärilsart som beskrevs av Guérin 1844. Hypothyris cornelie ingår i släktet Hypothyris och familjen praktfjärilar. Inga underarter finns listade i Catalogue of Life.